# Chepén (província)
Chepén é uma província do Peru localizada na região de La Libertad. Sua capital é a cidade de Chepén.

## Distritos da província
- Chepén
- Pacanga
- Pueblo Nuevo